# Claudio Morel Rodríguez
Claudio Marcelo Morel Rodríguez (Asunción, 1978. február 2. –) paraguayi válogatott labdarúgó, edző.
A paraguayi válogatott tagjaként részt vett a 2007-es Copa Américan és a 2010-es világbajnokságon.

## Sikerei, díjai
San Lorenzo
- Argentin bajnok (1): 2001 Clausura
- Copa Mercosur győztes (1): 2001
- Copa Sudamericana győztes (1): 2002

Boca Juniors
- Argentin bajnok (3): 2005 Apertura, 2006 Clausura, 2008 Apertura
- Copa Sudamericana győztes (2): 2004, 2005
- Recopa Sudamericana győztes (3): 2005, 2006, 2008
- Copa Libertadores győztes (1): 2007

Egyéni
- Az év paraguayi labdarúgója (1): 2008